# Ченгето от Бевърли Хилс II
„Ченгето от Бевърли Хилс II“ (на английски: Beverly Hills Cop II) е екшън-комедия от 1987 г., режисиран от Тони Скот. Филмът е продължение на филма от 1984 г. „Ченгето от Бевърли Хилс“. През 1994 г. излиза трета част от тази филмова поредица като и в трите филма главната роля е изпълнена от Еди Мърфи.

## Сюжет
Внимание:  Текстът по-долу разкрива сюжета на произведението (или части от него)!
Детектив Аксел Фоули (Еди Мърфи) отново заминава за Бевърли Хилс, този път за да разкрие международни търговци на оръжие. Капитан Богомил (Рони Кокс) от полицията в Бевърли Хилс е застрелян по време на разследване на голяма серия от обири. Когато разбира Аксел веднага заминава, за да помогне за разкриването на извършителите. За да се добере до новия шеф на полицията в Бевърли Хилс Аксел се представя за агент под прикритие от ФБР.

## В ролите
| Актьор          | Роля                 |
| --------------- | -------------------- |
| Еди Мърфи       | Детектив Аксел Фоули |
| Джъдж Райнхолд  | Били Розууд          |
| Джон Аштън      | Джон Тагарт          |
| Бриджит Нилсън  | Карла Фрай           |
| Рони Кокс       | Ендрю Богомил        |
| Юрген Прохнов   | Максуел Дент         |
| Гил Хил         | инспектор Тод        |
| Гилбърт Готфрид | Сидни Бърнстейн      |
| Пол Гилфойл     | Никос Томополис      |
| Хю Хефнър       | себе си              |
| Крис Рок        | паркинг момче        |

## Български дублажи
| Озвучаващи артисти | Даниела Йорданова Васил Бинев Иван Танев Борис Чернев Светозар Кокаланов |
| Преводач           | Даниела Славчева                                                         |
| Тонрежисьор        | Димитър Кръстев                                                          |

| Озвучаващи артисти  | Даниела Йорданова Симеон Владов Георги Георгиев-Гого Иван Велчев Илиян Пенев |
| Преводач            | Виолета Георгиева                                                            |
| Тонрежисьор         | Емил Енев                                                                    |
| Режисьор на дублажа | Михаела Минева                                                               |